# Arcidiecéze bagdádská
Latinská arcidiecéze bagdádská (latinsky Archidioecesis Bagdathensis Latinorum) je římskokatolická diecéze v Iráku. Arcidiecéze nemá žádné sufragánní diecéze a je bezprostředně podřízena Svatému Stolci. Katedrálním kostelem je kostel sv. Josefa v Bagdádu. Současným bagdádským arcibiskupem je od roku 2000 karmelitán Jean-Benjamin Sleiman. Arcibiskupové jsou členy Konference latinských biskupů arabských oblastí a Shromáždění katolických biskupů Iráku.

## Stručná historie
Diecéze babylonská (bagdádská) byla založena 6. září 1632 a byla finančně podpořena francouzskou šlechtičnou Elisabeth de Ricouart, která měla podmínku, aby latinská babylonská diecéze byla vždy obsazována francouzskými preláty. Po osmanské okupaci Mezopotámie přesídlil biskup do íránského Isfahánu, a v Bagdádu jej zastupoval generální vikář, až do roku 1710. V letech 1793–1820 nebyla diecéze obsazena, ale pak byli znovu jmenováni biskupové. V roce 1848 byla diecéze povýšena na arcidiecézi.